# Филиппов, Геннадий Флегонтович
Геннадий Флегонтович Филиппов (28 марта 1910, с. Алиово Чувашской АССР — 23 октября 1952, Москва) — советский режиссёр, художник-постановщик и художник-мультипликатор.

## Биография
Родился 28 марта 1910 года в селе Алиово Чувашской АССР.
Учился в Татарском техникуме искусств.
В 1931 году вступил в состав мультипликационной группы компании «Востоккино», которая занималась созданием рисованных вставок в научные ленты, а также различных мультипликационных агитационных фильмов.
В 1934 году перешёл работать художником-мультипликатором на студию «Мосфильм» (в группу «ИВВОС»).
В 1936 году перешёл работать художником-мультипликатором на студию «Союзмультфильм».
С 1937 года стал и режиссёром мультипликационных фильмов на той же студии.
Чаще всего работал в сотрудничестве с Борисом Дёжкиным (и как режиссёр, и как художник-мультипликатор).
Занимался преподаванием на курсах художников-мультипликаторов при студии «Союзмультфильм».
Умер 23 октября 1952 года в Москве.

## Фильмография
| Год  | Название мультфильма                                        | Роль                                                    |
| ---- | ----------------------------------------------------------- | ------------------------------------------------------- |
| 1936 | «Лиса-строитель»                                            | Ассистент художника                                     |
| 1937 | «Волшебная флейта»                                          | Ассистент режиссёра                                     |
| 1937 | «Любимец публики»                                           | Ассистент режиссёра                                     |
| 1937 | «Привет героям!»                                            | Режиссёр, художник-постановщик                          |
| 1937 | «Храбрый заяц»                                              | Художник-мультипликатор                                 |
| 1938 | «Охотник Фёдор»                                             | Художник-постановщик                                    |
| 1938 | «Сказка о добром Умаре»                                     | Художник-мультипликатор                                 |
| 1939 | «Дед Иван» («Как дед Иван смерть прогнал»)                  | Художник-постановщик                                    |
| 1939 | «Таёжные друзья»                                            | Художник-постановщик                                    |
| 1940 | «Медвежонок»                                                | Художник-мультипликатор                                 |
| 1941 | «Журнал Политсатиры № 2» (сборник)                          | Художник-мультипликатор                                 |
| 1941 | «Крепкое рукопожатие» (в сборнике «Журнал Политсатиры № 2») | Художник-постановщик                                    |
| 1941 | «Муха-Цокотуха»                                             | Художник-мультипликатор                                 |
| 1944 | «Музыкальная шутка»                                         | Художник-мультипликатор                                 |
| 1944 | «Орёл и крот»                                               | Художник-мультипликатор                                 |
| 1944 | «Синдбад-мореход»                                           | Художник-мультипликатор                                 |
| 1944 | «Синица»                                                    | Художник-постановщик                                    |
| 1944 | «Телефон»                                                   | Художник-мультипликатор                                 |
| 1945 | «Дом № 13»                                                  | Режиссёр, художник-постановщик, художник-мультипликатор |
| 1945 | «Зимняя сказка»                                             | Художник-мультипликатор                                 |
| 1945 | «Пропавшая грамота»                                         | Художник-мультипликатор                                 |
| 1946 | «Весенние Мелодии»                                          | Художник-мультипликатор                                 |
| 1946 | «Лиса и дрозд»                                              | Художник-постановщик, художник-мультипликатор           |
| 1946 | «Тихая поляна»                                              | Режиссёр, художник-мультипликатор                       |
| 1947 | «Белое золото» («Хлопок»)                                   | Художник-мультипликатор                                 |
| 1947 | «Квартет»                                                   | Художник-мультипликатор                                 |
| 1947 | «Тебе, Москва!»                                             | Художник-мультипликатор                                 |
| 1948 | «Кем быть?»                                                 | Художник-мультипликатор                                 |
| 1948 | «Сказка о солдате»                                          | Художник-мультипликатор                                 |
| 1948 | «Слон и муравей»                                            | Режиссёр, художник-мультипликатор                       |
| 1948 | «Федя Зайцев»                                               | Художник-мультипликатор                                 |
| 1949 | «Лев и заяц»                                                | Режиссёр                                                |
| 1950 | «Волшебный клад»                                            | Художник-мультипликатор                                 |
| 1950 | «Дедушка и внучек»                                          | Художник-мультипликатор                                 |
| 1950 | «Дудочка и кувшинчик»                                       | Художник-мультипликатор                                 |
| 1950 | «Когда зажигаются ёлки»                                     | Художник-мультипликатор                                 |
| 1950 | «Кто первый?»                                               | Режиссёр                                                |
| 1950 | «Олень и волк»                                              | Художник-мультипликатор                                 |
| 1951 | «Лесные путешественники»                                    | Художник-мультипликатор                                 |
| 1951 | «Ночь перед Рождеством»                                     | Художник-мультипликатор                                 |
| 1951 | «Сердце храбреца»                                           | Режиссёр                                                |
| 1952 | «Аленький цветочек»                                         | Художник-мультипликатор                                 |
| 1952 | «Валидуб»                                                   | Художник-мультипликатор                                 |
| 1953 | «Волшебная птица»                                           | Художник-постановщик                                    |
| 1953 | «Крашеный лис»                                              | Художник-постановщик                                    |
| 1960 | «Муха-цокотуха»                                             | Художник-мультипликатор                                 |

| Год  | Название мультфильма | Роль                  | Студия     |
| ---- | -------------------- | --------------------- | ---------- |
| 1934 | «Вор»                | Ассистент художника   | —          |
| 1935 | «Квартет»            | Ассистент художника   | «Мосфильм» |
| 1936 | «Бежин луг»          | Аниматор мультвставок | «Мосфильм» |

## Награды
- 1950 — Орден «Знак Почёта» (6 марта 1950 года) — за выдающиеся заслуги в развитии советской кинематографии, в связи с 30-летием[4].
- 1953 — диплом XIV Международного кинофестиваля в Венеции мультипликационному фильму «Сердце храбреца»[1].

## Рецензии, отзывы, критика
По мнению Гинзбурга С. С., принадлежавшие к выросшему на «Союзмультфильме» второму поколению советских мультипликаторов художники Дёжкин и Филиппов добились зрительского успеха первой же своей послевоенной режиссёрской работой «Тихая поляна». Спортивный дух этой ленте удалось придать за счёт чеканной точности движений персонажей, а также стремительностью темпа картины. Однако в полной мере режиссёрское мастерство Дёжкина и Филиппова проявилось в их следующих лентах «Слон и муравей» и «Лев и заяц», в которых каждому из персонажей басен удалось придать особенные отличительные узнаваемые черты, точно конкретизирующие их характеры.
По мнению Иванова-Вано И. П., Геннадий Филиппов, обладая талантом одушевлять нарисованные картинки, внёс большой вклад в развитие советской мультипликации. Он единственный (имея склонность к гротесковым динамичным сценам) мог конкурировать с Борисом Дёжкиным в мастерстве разработки динамических сцен преследования, но его сценам не хватало присущего работам Дёжкина обаяния. При этом взгляды обоих художников на пути выражения одушевлённости тесно соприкасались и они долгое время сотрудничали бок о бок. Их первый общий дебют в качестве режиссёров мультипликации («Тихая поляна») был удачен. Также порадовали динамичностью и выразительностью их последующие режиссёрские работы («Слон и муравей» и «Лев и заяц»). Блестящее художественное мастерство Дёжкина и Филиппова, проявленное ими в ленте «Чудесница», позволило фильму долгое время оставаться образцом динамичной темповой мультипликации.
По воспоминаниям Евгения Мигунова, опубликованным в сборнике «Наши мультфильмы: Лица, кадры, эскизы, герои, воспоминания, интервью, статьи, эссе» в 2006 году, напарник Бориса Дёжкина — «Генюся» Филиппов был самородком, обаятельно и кругленько рисовавшим под руку Дёжкина. Все динамичные, «ударные» и танцевальные сцены режиссёры стремились доверить только тандему художников Дёжкина и Филиппова.
По воспоминаниям Кирилла Малянтовича, опубликованным в журнале «Киноведческие записки» в 2007 году, Филиппов по национальности был чуваш. В Москву приехал в конце 1920-х годов. Основы мультипликации изучал, работая в одной из мультипликационных студий у Иванова А. В. и Желябужского Ю. А. Придя на студию «Союзмультфильм», вступил в весьма успешный творческий тандем с Борисом Дёжкиным. Был обладателем хитрого юмора, скрашивавшего бешеный темперамент Дёжкина, но при этом поражал своими наивностью, невежеством и безграмотностью, несмотря на наличие техникумовского образования. Был женат. Его жена Клавдия тоже работала на студии «Союзмультфильм» (в цехе заливки). Любил выпить, поэтому зарплату жена отбирала. Находил способы подработать на выпивку своим талантом художника. Умер от похмелья. Согласно комментариям Бородина Г. Н. к упомянутым воспоминаниям, по воспоминаниям других людей, Филиппов был добрым и душевным человеком, много помогавшим в обучении слушателям курсов художников-мультипликаторов. Имел вызванные контузией привычки щёлкать зубами и рефлекторно стискивать челюсти.
По воспоминаниям Хитрука Ф. С., опубликованным в 2007 году в книге «Профессия — аниматор», у Геннадия Филиппова был фирменный знак, являющийся, скорее, болезненной особенностью: при ходьбе у него совершенно непроизвольно дёргались плечи.
По мнению Михайлина В. Ю., снятая Борисом Дёжкиным и Геннадием Филипповым лента «Лев и заяц» стала одним из первых мультипликационных фильмов, ставших основой целой серии анекдотов. Единой для мультфильма и анекдотов является стартовая фраза «Собирает лев в лесу зверей и говорит…». Другой снятый Борисом Дёжкиным и Геннадием Филипповым нравоучительный мультфильм «Слон и муравей» породил более рыхлую по структуре и разнообразную по действующим лицам и содержанию серию анекдотов, в которых размеры действующих лиц несопоставимы, но при этом меньшее и слабейшее из них обладает запредельным хюбрисом. В части анекдотов действующими лицами являются именно слон и муравей, но, в отличие от мультфильма, агрессивным является именно муравей, а не слон.